# Мііка Тенкула
Мііка Тенкула (6 березня 1974, Мухос, Фінляндія — 18 лютого 2009, там же) — фінський хеві-метал музикант. Був основним гітаристом і автором пісень гурту Sentenced і його першим вокалістом в 1989—1992 роках.

## Смерть
Після того як Sentenced розпався, Тенкула відійшов від публічності. 18 лютого 2009 року він помер у своєму рідному місті Мухос від раптового серцевого нападу, спричиненого генетичною хворобою серця.
22 лютого колишні учасники гурту згадали його в некролозі, що опублікований на офіційному веб-сайті Sentenced, як «хорошого друга, справді видатного артиста та музиканта, а також душу того, що раніше було гуртом Sentenced. Відпочивай, брате, – у твоїй музиці та в наших серцях ти житимеш вічно».
18 квітня 2009 року в клубі Teatria в місті Оулу відбулася відкрита меморіальна церемонія, що включала фільм-концерт Buried Alive, який був останнім концертом групи та був знятий у тому ж місці у 2005 році. Звучала музика улюблених виконавців Тенкули та кавер-версії пісень Sentenced від фінських музикантів.
Пісня фінського мелодик-дез-метал гурту Insomnium «Weighed Down with Sorrow» з альбому Across the Dark 2009 року присвячена Тенкулі.